# Pintura puneña
La historia de la pintura puneña se inicia a comienzos de los años 1900, para periodos anteriores no se conocen registros escritos.

## Pintores puneños
Amadeo Landaeta Basadre. Nace en Puno en 1897 y fallece en Lima el 18 de octubre de 1983. Estuvo operativo en la década de 1930. Fundador del Círculo Pictórico Layccakota y del Instituto Americano de Arte de Puno. Entre otros temas se destacó en la pintura de paisajes locales, con énfasis en el lago Titicaca. En 1942 fue nombrado Vocal de la Corte Superior de Justicia de Puno.
Carlos Rubina Burgos. Nace en 28 de marzo de 1895 y fallece en Puno el 2 de enero de 1959. Considerado uno de los mejores paisajistas y retratistas de Puno, la Escuela Superior de Formación Artística de Puno lleva su nombre por resolución ministerial N. 6119 de 01/12/1964. Se desempeñó también como presidente del Centro Musical "Teodoro Varcalcel". Fue dirante cuatro períodos alcalde de Puno, a partir de 1953.
Genaro Escobar. Estuvo operativo en la década de 1930. Perteneció al Círculo Pictórico Layccakota. Fue innovador en la introducción de materiales de origen vegetal en sus pinturas, con la t;ecnica del colage. Se conocen pocos cuadros de este pintor, uno de ellos se encuentra en la Pinacoteca del Club Kuntur de Puno.
Carlos Dreyer. Nace en Homberg, Alemania en 1895 y fallece durante una visita a su familia en Ingolstadt, Alemania en 1975. Llegó a Sudamérica en 1920 y después de una estadía de trabajo de dos años en el Sur de Chile, viaja por los países andinos, dedicándose a dibujar, pintar y fotografiar los personajes, costumbres y paisajes de las regiones que visitaba. En 1926 en Puno, conoce a María Costa Rodríguez con quien se casaría algunos años después y que lo llevaría a hacer de Puno su lugar de residencia definitiva. A partir de 1930 establecere en Puno su taller de pintura y el centro de actividades desde donde partiría hacia sus viajes de estudio pictóricos y exposiciones en diferentes ciudades de Sudamérica. Forma una colección de piezas prehispánicas, coloniales y etnológicas peruanas que a su muerte pasa a ser el actual "Museo Municipal Carlos Dreyer" de la ciudad de Puno. También deja un legado fotográfico importante tanto de fotografías tomadas por él como de impresiones y postales de la época referentes al tema andino y amazónico.
Florencio Sosa Solano. Nace en Puno el 14 de marzo de 1900. Autodidacta, realiza su primera exposición pictórica en Arequipa el 13 de junio de 1931.
Gustavo Zegarra Villar.
César Francisco Montoya Riquelme (El último Layccakota). Nace en Puno el 2 de enero de 1920. Acuarelista y promotor cultural, fundador de la Escuela de Bellas Artes de Puno, considerado como “el último Laykakota”, y que luego se convertiría en la bisagra con la nueva generación de pintores puneños que fundarían el Grupo Quaternario.
Carlos Zegarra Salas. Nació el 12 de julio de 1908, fue hijo de Mariano Serafín Zegarra Herrera y de Doña Adelaida Teresa Salas Iglesias. Desde joven destacado en el arte de la música, el dibujo y la escritura, ganando así en 1921 una medalla de oro en el concurso de pintura, con su respectivo dibujo "Puno en 1880"; desde 1935 fue el director de la entonces Biblioteca Municipal, la Pinacoteca y Hemeroteca de la ciudad de Puno. Asimismo perteneció a diferentes instituciones como: Casa del arte popular, Instituto Americano de Arte, Patronato Departamental de Arqueología y otros. Connotados estudiosos, investigadores tanto nacionales como extranjeros, estudiantes universitarios y la población de ese entonces, calificaron a Don Carlos Zegarra como una persona muy amable, de un trato fino y bastante solícito, es por eso que, la comunidad puneña lo recuerda hasta hoy. Después de 33 años al servicio de la sociedad, falleció el 27 de junio de 1968.
Felipe Cahuana Quispe. Nació el 23 de agosto de 1954, en distrito de Chucuito provincia de Puno, destacado artista pintor puneño,  técnico restaurador de obras de arte, perteneció al Grupo Quaternario actualmente es docente del área de arte en el Bolivariano "Colegio Nacional de Ciencias"- Cusco e integra al grupo de artistas plásticos cusqueños contemporáneos. EXPOSICIONES REALIZADAS: en las ciudades de Puno, Tacna, Arequipa, Lima, Bolivia y otras ciudades del país.
Víctor Humareda (1920-1986), ícono de la pintura peruana y puneña, no se adhirió a ningún grupo pictórico. Muy joven dejó Puno para seguir estudios de arte en Lima y posteriormente convertirse en un importante pintor, considerado como el forjador del expresionismo en el Perú.
Juan de la Cruz Machicado, o simplemente Machicado, es un pintor puneño, nace en 1935, en la localidad de Yunguyo.

## Círculo Pictórico Layccakota
El Círculo, fundado el 18 de marzo de 1933, operando hasta 1940. Constituyó el punto culminante de la pintura puneña del siglo XX. Sus integrantes se reunían los fines de semana, generalmente el domingo, y salían, cada cual con su caballete, a algún lugar cercano a Puno donde pintaban al aire libre. Al final de la tarde, volviendo con sus trabajos terminados, los evaluaban en grupo, aprendiendo los unos de los otros.

## Grupo Quaternario
El Grupo Quaternario fue creado en 1983, más de 40 años después del cierre del Círculo Pictórico Layccakota. Estuvo integrado por una promoción de pintores en su mayoría provenientes de la Escuela Regional de Educación Artística, ex Bellas Artes de Puno y hoy Escuela Superior de Formación Artística (ESFA). Lo integraron, entre otros, Martín Gómez, Aurelio Medina (Moshó), Yemy Alemán, Benigno Aguilar (Páucar), José Luis Barriga (Jolu), Betty Reboa, Felipe Cahuana Quispe (Felcaspe), Raúl Huayna. Desde entonces y hasta hoy (2012), sus integrantes han desarrollado una labor creativa y artística permanente, a pesar de que el grupo como tal se extinguió en 1992.